# Kolembrody
Kolembrody is een plaats in het Poolse district  Radzyński, woiwodschap Lublin. De plaats maakt deel uit van de gemeente Komarówka Podlaska en telt 538 inwoners.